# Seleção Jugoslava de Basquetebol Masculino

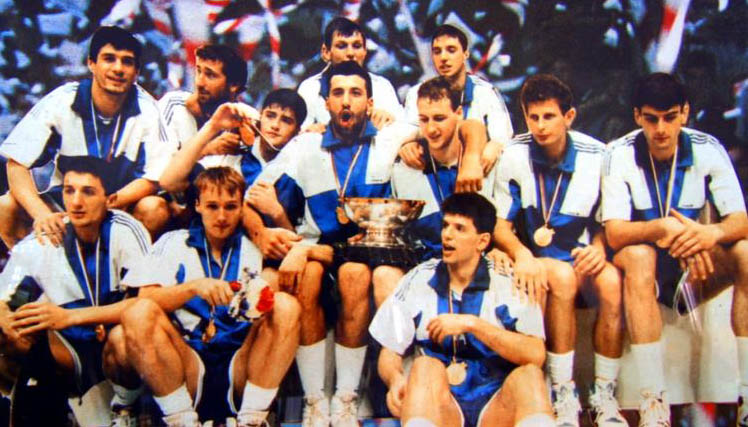
Seleção Iugoslava de Basquetebol, 1990.

A Seleção Iugoslava de Basquetebol era a equipe de basquetebol que representava a Federação Iugoslava de Basquetebol (FIB) da Iugoslávia. A equipe foi reduzida devido a separação da Iugoslávia, em 1995, que lhe tirou territórios e jogadores. A equipe continuou a competir até 2003 com o nome de Iugoslávia representado a Sérvia e Montenegro. A seleção participou nos Jogos Olímpicos (Comité Olímpico Internacional), no Campeonato Mundial de Basquetebol (FIBA) e no EuroBasket (FIBA Europa).
É considerada a terceira melhor seleção de basquetebol de todos os tempos, sobretudo devido às muitas medalhas conquistadas nas várias competições que participou; só é superada pela também extinta URSS, em segundo, e pelos EUA, em primeiro. O desmembramento da Iugoslávia em 1995 ditou o fim desta seleção; contudo, cada república que dela resultaram formou a sua própria equipe nacional de basquetebol, surgindo desta forma as seleções da Macedónia, da Eslovénia, da Croácia e da Bósnia e Herzegovina. Entre 1995 e 2003, a seleção de basquetebol da Iugoslávia ainda competia, mas era apenas constituída por jogadores nascidos na Sérvia e Montenegro. A partir do ano de 2003 deixou de ter esse título passando a ser a seleção Servo-Montenegrina de Basquetebol.
A última participação internacional da seleção iugoslava teve lugar no Campeonato Mundial de Basquetebol de 2002, disputado nos Estados Unidos da América, na qual se sagra campeã. Em 2006, o campeonato mundial da modalidade iria realizar-se nesse país, mas a separação das repúblicas da Sérvia e  de Montenegro fizeram com que a competição fosse transladada para o Japão. Nesse torneio os dois estados participaram numa só seleção pela última vez; ficaram em 11º lugar em 24 possíveis.

## Medalhas conquistadas
- Jogos Olímpicos
  -  Ouro (1): 1980
  -  Prata (4): 1968, 1976, 1988 e 1996
  -  Bronze (1): 1984

- Campeonato Mundial
  -  Ouro (5): 1970, 1978, 1990, 1998 e 2002
  -  Prata (3): 1963, 1967 e 1974
  -  Bronze (2): 1982 e 1986

- EuroBasket
  -  Ouro (8): 1973, 1975, 1977, 1989, 1991, 1995, 1997 e 2001
  -  Prata (5): 1961, 1965, 1969, 1971 e 1981
  -  Bronze (4): 1963, 1979, 1987 e 1999

- Jogos do Mediterrâneo
  -  Ouro (5): 1959, 1967, 1971, 1975 e 1983
  -  Prata (1): 1979
  -  Bronze (1): 1963

## Jogadores históricos
Basquetebolistas medalhados em Jogos Olímpicos e em Campeonatos Mundiais de Basquetebol da seleção da Iugoslávia.

### Anos 60
Aljosa Zorga, Radivoj Korac, Zoran Maroevic, Trajko Rajkovic, Vladimir Cvetkovic, Dragoslav Raznatovic, Ivo Daneu, Kresimir Cosic, Damir Solman, Nikola Plecas, Dragutin Cermak, Petar Skansi.

### Anos 70
Blagoje Georgievski, Dragan Kicanovic, Vinko Jelovac, Rajko Zizic, Zeljko Jerkov, Andro Knego, Zoran Slavnic, Kresimir Cosic, Damir Solman, Zarko Varajic, Drazen Dalipagic, Mirza Delibasic. 

### Anos 80
Aleksandar Petrovic, Dražen Petrović, Nebojsa Zorkic, Rajko Zizic, Ivan Sunara, Emir Mutapcic, Saabit Hadzic, Andro Knego, Ratko Radovanovic, Mihovil Nakic-Vojnovic, Drazen Dalipagic, Branko Vukicevic. 

### Anos 90
Miroslav Beric, Dejan Bodiroga, Nikola Bulatovic, Predrag Danilovic, Vlade Divac, Vladimir Djokic, Aleksandar Djordjevic, Predrag Drobnjak, Nikola Loncar, Sasa Obradovic, Zarko Paspalj, Zeljko Rebraca, Zoran Savic, Dejan Tomasevic, Zeljko Topalovic, Milenko Topic, Toni Kukoc

### Século XXI
Dejan Bodiroga, Dejan Koturovic, Zarko Cabarkapa, Igor Rakocevic, Predrag Stojaković, Vladimir Radmanovic, Marko Jaric, Predrag Drobnjak, Vlade Divac, Milos Vujanic, Dejan Tomasevic, Milan Gurovic.